# MaxDB
MaxDB는 SAP SE에서 개발 및 지원하는 관계형데이터베이스관리시스템(RDBMS)이다.

## 역사
MaxDB를 MySQL AB의 제품으로 오해하는 경우가 많으나 1997년부터 줄곧 SAP의 제품이었다. 지적재산권도 SAP 소유다. 2003년부터 2007년까지 SAP와 MySQL이 협력관계를 맺고 SAP 어플리케이션 이외의 목적으로 사용되는 경우 MySQL이 지원했다. 일반인들이 자체 개발 목적으로 사용하는 경우 이 경로로 접했기 때문에 오해가 발생했던 것이다. 2007년 8월 이 계약은 종료되었고 이후 SAP를 통해서만 구할 수 있다.
SAP는 2024년 11월 7.9.11.08 버전을 릴리즈하였다.

## 활용 사례

### SAP 애플리케이션의 데이터베이스
- liveCache(SCM Advanced Planning and Optimization (APO)의 구성 컴포넌트 중 하나)
- Content Server
- SAP Service Marketplace
- SAP Community Network(SCN)

## 라이선스[3]
- Community License : SAP 어플리케이션 이외의 목적으로 사용하는 경우 무료로 사용가능한 이 라이선스 정책을 적용받는다.[4]
- Commercial License : SAP 어플리케이션용으로 사용하는 경우 적용되는 라이선스